# 佐々木孝弘
佐々木 孝弘（ささき たかひろ、1954年9月 - ）は、日本の歴史学者。専門は、アメリカ社会史。
東京外国語大学名誉教授。

## 略歴
1978年、東京大学教養学部教養学科卒業、1984年、ノースカロライナ大学歴史学部大学院修士課程修了、1986年、同博士課程単位取得退学。
東京都立医療技術短期大学非常勤講師、武蔵大学人文学部非常勤講師、千葉大学教養部講師、助教授、同文学部助教授、東京外国語大学外国語学部助教授、教授を歴任。2020年に同大学を定年退職し名誉教授。

## 研究業績
- 「ノースカロライナ州の農場からコトン・ミルへ－移住に伴う家族内の権力関係の変化」『アメリカ史研究』 26、33-50、2003年
- 「殺された少女とその家族の表象－メアリー・フェイガン殺害事件とレオ・フランクのリンチ事件再考（1913年-1915年）」『クァドランテ』 5、191-206、2003年

| スタブアイコン | サブスタブ | この項目は、まだ閲覧者の調べものの参照としては役立たない、人物に関連した書きかけの項目です。この項目を加筆・訂正などしてくださる協力者を求めています（P:人物伝/PJ:人物伝）。 |